# Pimelles
Pimelles est une commune française située dans le département de l'Yonne en région Bourgogne-Franche-Comté.

## Géographie
Petit village de l'Yonne se situant à quelques kilomètres de Cruzy-le-Châtel et à 20 km de Tonnerre.

### Climat
Pour des articles plus généraux, voir Climat de la Bourgogne-Franche-Comté et Climat de l'Yonne.
En 2010, le climat de la commune est de type climat océanique dégradé des plaines du Centre et du Nord, selon une étude du Centre national de la recherche scientifique s'appuyant sur une série de données couvrant la période 1971-2000. En 2020, Météo-France publie une typologie des climats de la France métropolitaine dans laquelle la commune est exposée à un climat océanique altéré et est dans la région climatique  Lorraine, plateau de Langres, Morvan, caractérisée par un hiver rude (1,5 °C), des vents modérés et des brouillards fréquents en automne et hiver. 
Pour la période 1971-2000, la température annuelle moyenne est de 10,5 °C, avec une amplitude thermique annuelle de 15,9 °C. Le cumul annuel moyen de précipitations est de 827 mm, avec 12 jours de précipitations en janvier et 8,2 jours en juillet. Pour la période 1991-2020, la température moyenne annuelle observée sur la station météorologique de Météo-France la plus proche, « Cruzy_sapc », sur la commune de Cruzy-le-Châtel à 3 km à vol d'oiseau, est de 11,1 °C et le cumul annuel moyen de précipitations est de 845,8 mm. 
La température maximale relevée sur cette station est de 40,7 °C, atteinte le 25 juillet 2019 ; la température minimale est de −21 °C, atteinte le 16 janvier 1985,,. 
Les paramètres climatiques de la commune ont été estimés pour le milieu du siècle (2041-2070) selon différents scénarios d'émission de gaz à effet de serre à partir des nouvelles projections climatiques de référence DRIAS-2020. Ils sont consultables sur un site dédié publié par Météo-France en novembre 2022.

## Urbanisme

### Typologie
Au 1er janvier 2024, Pimelles est catégorisée commune rurale à habitat dispersé, selon la nouvelle grille communale de densité à sept niveaux définie par l'Insee en 2022.
Elle est située hors unité urbaine. Par ailleurs la commune fait partie de l'aire d'attraction de Tonnerre, dont elle est une commune de la couronne,. Cette aire, qui regroupe 38 communes, est catégorisée dans les aires de moins de 50 000 habitants,.

### Occupation des sols
L'occupation des sols de la commune, telle qu'elle ressort de la base de données européenne d’occupation biophysique des sols Corine Land Cover (CLC), est marquée par l'importance des forêts et milieux semi-naturels (66,3 % en 2018), en augmentation par rapport à 1990 (63,8 %). La répartition détaillée en 2018 est la suivante : 
forêts (66,3 %), terres arables (31,4 %), zones agricoles hétérogènes (2,3 %). L'évolution de l’occupation des sols de la commune et de ses infrastructures peut être observée sur les différentes représentations cartographiques du territoire : la carte de Cassini (XVIIIe siècle), la carte d'état-major (1820-1866) et les cartes ou photos aériennes de l'IGN pour la période actuelle (1950 à aujourd'hui).

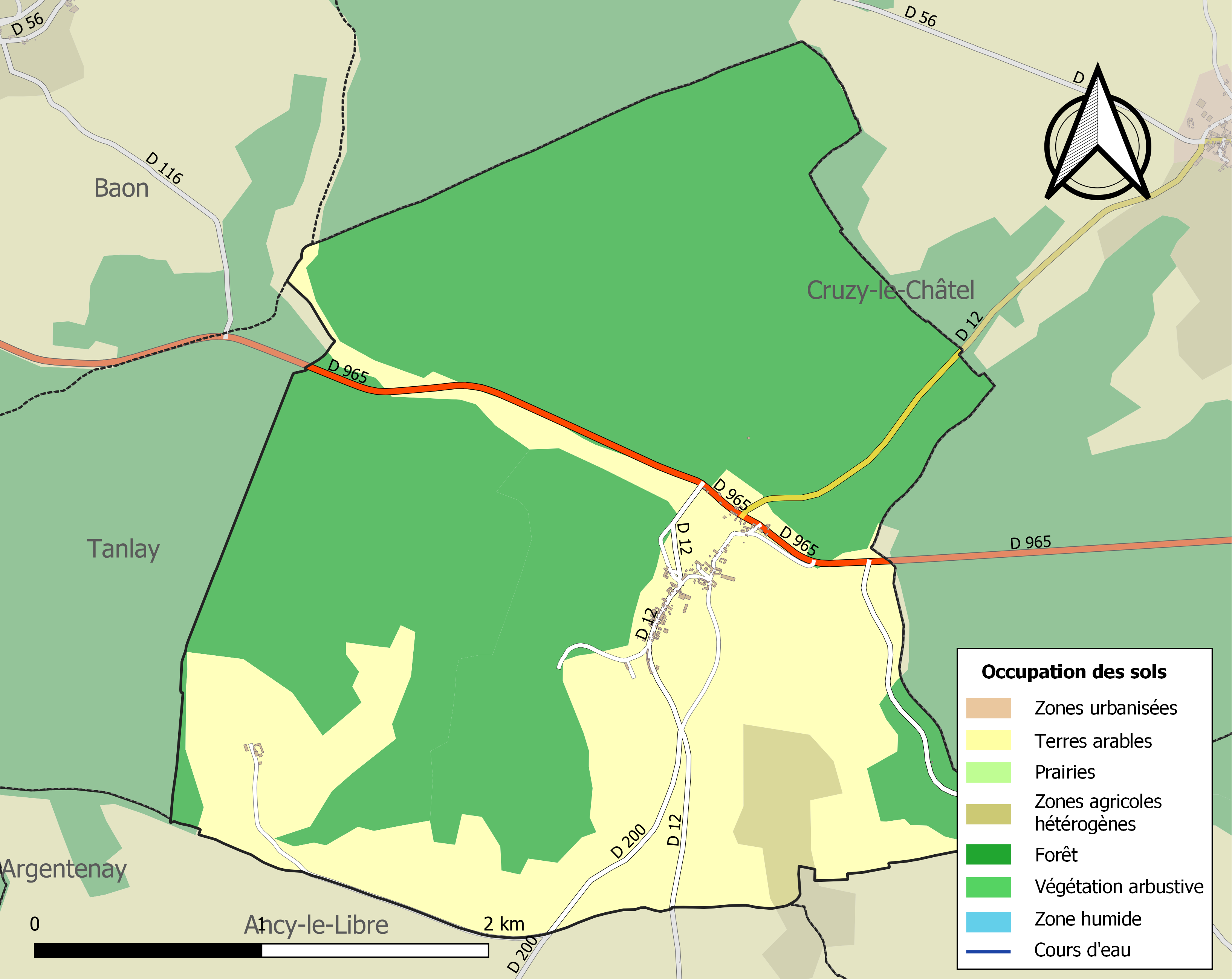
Carte des infrastructures et de l'occupation des sols de la commune en 2018 (CLC).

## Histoire
L'histoire de Pimelles remonte au moins à 1035, lorsque Renaud, comte de Tonnerre, donne Pimella à l'abbaye voisine de Saint-Michel.
La commanderie des Templiers de Saint-Marc à Nuits établit une sous-commanderie à Pimelles au XIVe siècle.
Jusqu'à la Révolution française, Pimelles est le domaine de la famille Viart. L'ancien manoir Viart, construit vers 1788, sert aujourd'hui de mairie. Le comte Louis-Alexandre-Charles Viart de Pimelles fait reconstruire l'église du village, Notre-Dame-de-l'Assomption en 1781, peu avant la Révolution. La population recensée de Pimelles à cette époque est de 50 ménages se concentrant principalement sur l'abattage du bois, l'agriculture et la viticulture.
La famille Viart fuit la France pendant la Révolution. Ils ne récupèrent le domaine qu'après la Restauration.
Pendant la Première Guerre mondiale, les troupes américaines de la 80e division sont en garnison à Pimelles, et des traces de leurs graffitis peuvent encore être trouvées sur les murs de certaines des maisons. Le 26 mars 1919, le général John Pershing, commandant du corps expéditionnaire américain, inspecte et passe en revue toute la division près de Pimelles.
Pendant la Seconde Guerre mondiale, La Grange-aux-Moines, une dépendance de Pimelles, sert de quartier général à un élément du mouvement de résistance de l'Yonne. Ses membres sont trahis et fusillés par les forces d'occupation allemandes.

## Politique et administration
| Période                                  | Période  | Identité       | Étiquette | Qualité |
| ---------------------------------------- | -------- | -------------- | --------- | ------- |
| Les données manquantes sont à compléter. |          |                |           |         |
|                                          |          |                |           |         |
| 2008                                     | 2020     | Éric Zanconato |           |         |
| 2020                                     | En cours | Adrien Retif   |           |         |

## Démographie
L'évolution du nombre d'habitants est connue à travers les recensements de la population effectués dans la commune depuis 1793. Pour les communes de moins de 10 000 habitants, une enquête de recensement portant sur toute la population est réalisée tous les cinq ans, les populations de référence des années intermédiaires étant quant à elles estimées par interpolation ou extrapolation. Pour la commune, le premier recensement exhaustif entrant dans le cadre du nouveau dispositif a été réalisé en 2005.

En 2022, la commune comptait 62 habitants, en évolution de +1,64 % par rapport à 2016 (Yonne : −1,95 %, France hors Mayotte : +2,11 %).
| 1793 | 1800 | 1806 | 1821 | 1831 | 1836 | 1841 | 1846 | 1851 |
| ---- | ---- | ---- | ---- | ---- | ---- | ---- | ---- | ---- |
| 276  | 271  | 291  | 266  | 287  | 276  | 276  | 265  | 302  |

| 1856 | 1861 | 1866 | 1872 | 1876 | 1881 | 1886 | 1891 | 1896 |
| ---- | ---- | ---- | ---- | ---- | ---- | ---- | ---- | ---- |
| 223  | 215  | 197  | 184  | 166  | 166  | 166  | 152  | 137  |

| 1901 | 1906 | 1911 | 1921 | 1926 | 1931 | 1936 | 1946 | 1954 |
| ---- | ---- | ---- | ---- | ---- | ---- | ---- | ---- | ---- |
| 134  | 131  | 115  | 106  | 120  | 140  | 124  | 116  | 93   |

| 1962 | 1968 | 1975 | 1982 | 1990 | 1999 | 2005 | 2006 | 2010 |
| ---- | ---- | ---- | ---- | ---- | ---- | ---- | ---- | ---- |
| 76   | 68   | 59   | 51   | 50   | 70   | 64   | 63   | 65   |

| 2015 | 2020 | 2022 | - | - | - | - | - | - |
| ---- | ---- | ---- | - | - | - | - | - | - |
| 60   | 63   | 62   | - | - | - | - | - | - |

## Culture locale et patrimoine

### Lieux et monuments

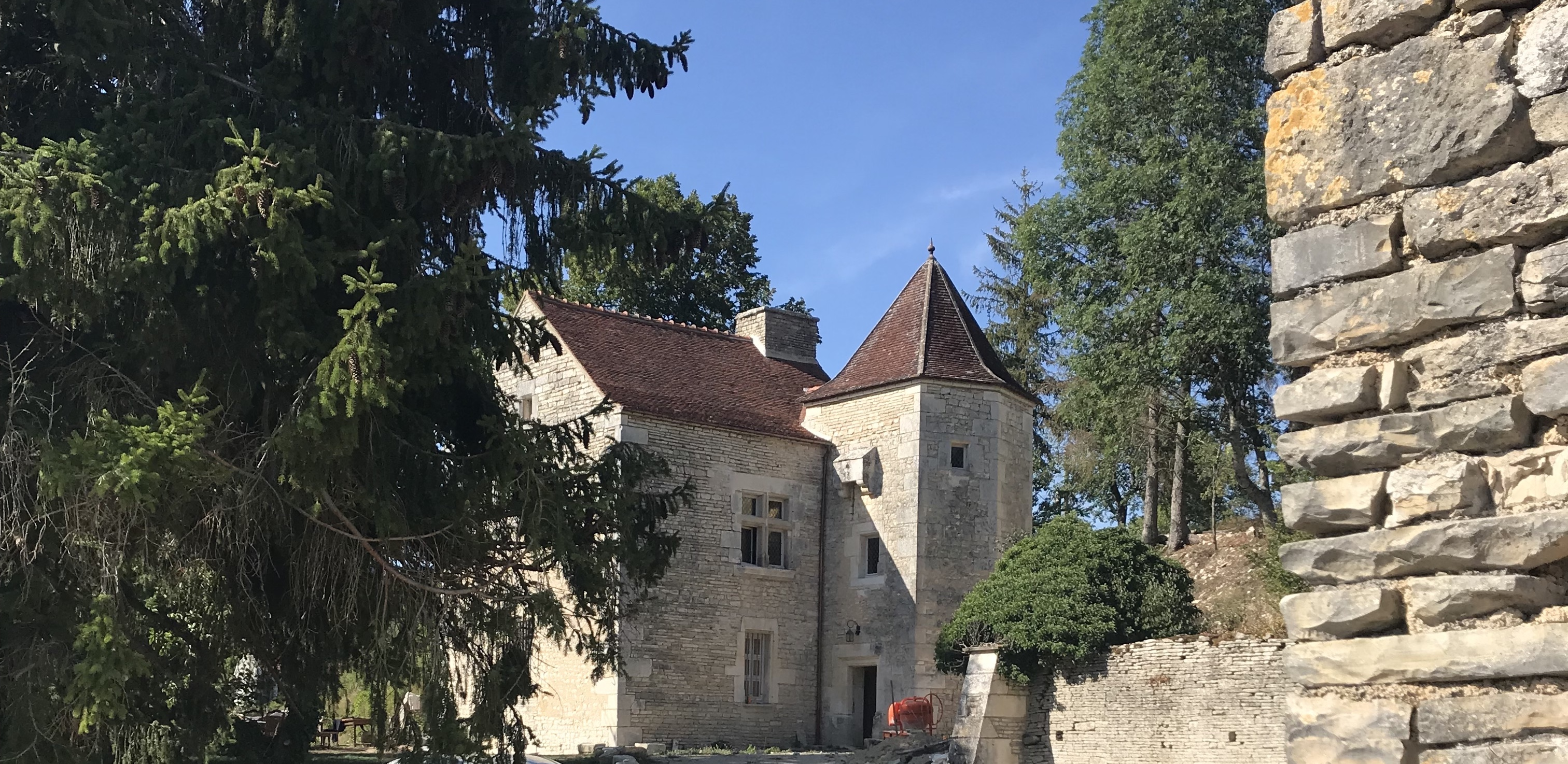
Manoir de Pimelles.

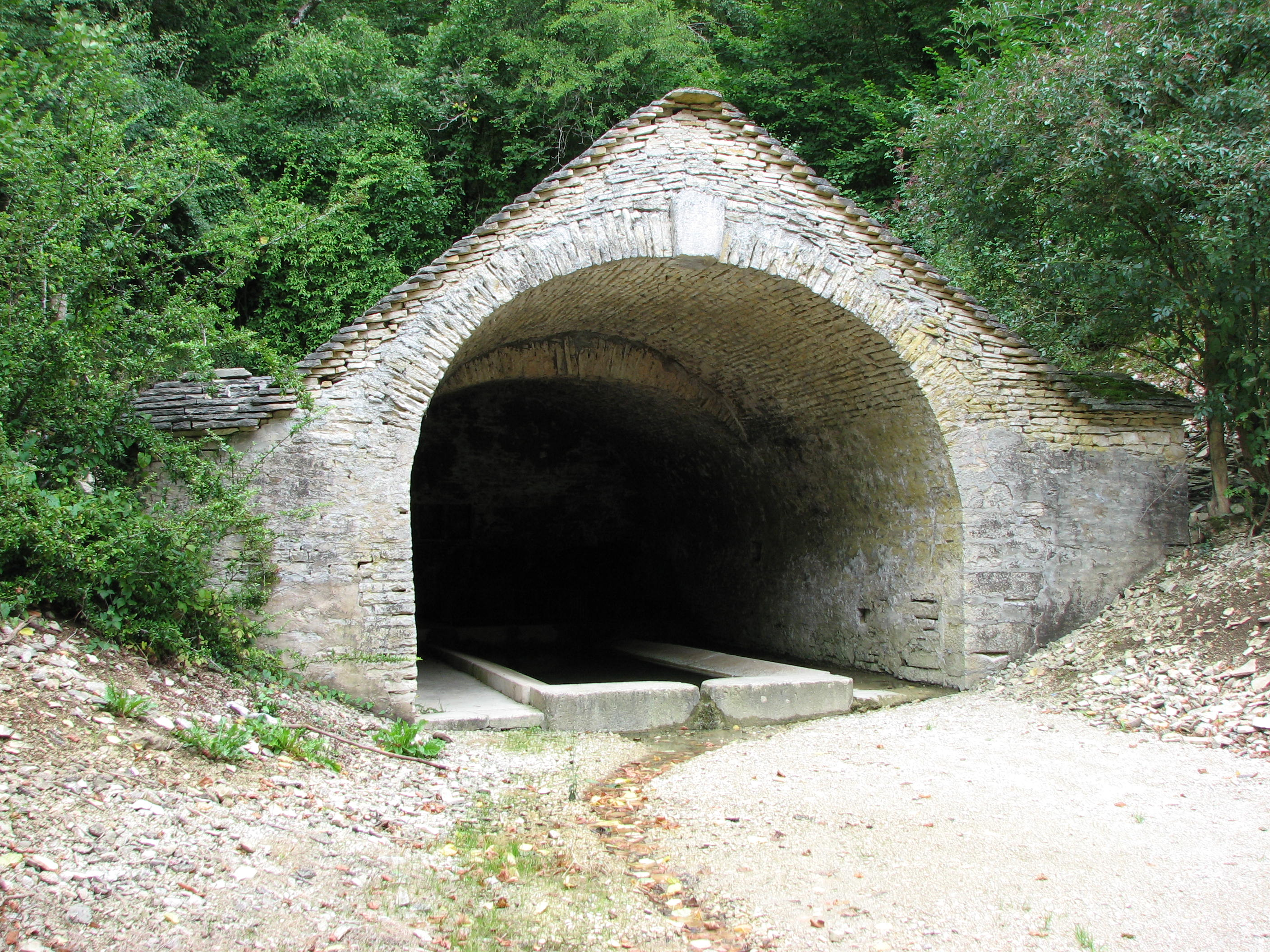
Lavoir de Pimelles.

- Église Notre-Dame-de-l'Assomption (XVIIIe siècle) ;
- Pont de Pimelles (XVIIIe siècle), inscrit en 2001[19] ;
- Manoir de Pimelles (XVIe siècle) ;
- Lavoir ;
- Croix (XIXe siècle).

### Personnalités liées à la commune
- Famille de Courcelles
- Famille Viart

## Pour approfondir